# Дыхание дракона
«Дыхание дракона» (англ. Dragon’s Breath) — сорт перца чили, жгучесть которого составляет 2,48 миллиона ЕШС, что делает его вторым самым жгучим перцем в мире после Pepper X.

## Создание
Сорт был создан совместно с селекционером Нилом Прайсом для тестирования специальной растительной пищи от NPK Technology и Университета Ноттингем Трент. «Дыхание дракона» было культивировано Майком Смитом из Сент-Асафа, Денбишир, Великобритания, который сказал, что он не планировал побить рекорд жгучести перцев чили, но скорее пытался выращивать привлекательное растение. Перец был назван в честь валлийского дракона. В 2017 году сорт был номинирован как «Растение года» на цветочном шоу в Челси, попал в шорт-лист, но не победил.

## Жгучесть
«Дыхание дракона» был протестирован на 2,48 миллиона единиц шкалы Сковилла, превысив 2,2 миллиона «Каролинского жнеца», самого жгучего ранее известного перца чили, но через несколько месяцев другой сорт перца — Pepper X с 3,18 миллиона единиц — превзошёл его.
Исследователи из Университета Ноттингем Трент предполагают, что способность перца вызывать онемение на коже может сделать его эфирное масло полезным как анестетик для пациентов, которые не могут переносить другие анестетики, или в странах, где они слишком дороги. Эксперты в университете предупреждают, что проглатывание перца может привести к смерти от удушья или анафилактического шока; однако один научный писатель отметил, что это стандартное предупреждение, которое применяется только к лицам с соответствующей аллергией.

## Критика
Заявление о новом рекорде жгучести вызвало сомнения в Интернете. Лабораторные исследования коммерческого дилера чили определили, что уровень жгучести данного сорта составляет 880 000 единиц по шкале Сковилла.